# Lycksele (gemeente)
Lycksele (Samisch: Liksjuon kommuvdna) is een Zweedse gemeente in het landschap Lapland. De gemeente behoort tot de provincie Västerbottens län. Ze heeft een totale oppervlakte van 5930,5 km2 en telde 12.785 inwoners in 2004.
De gemeente Lycksele is ontstaan uit de Umelappmark, die later Lycksele lappmark werd. In de gemeente Lycksele bevinden zich 4 Same gemeenschappen, te weten Vapsten, Ran, Gran en Umbyn. 

## Plaatsen
| Nr | Plaats          | Inwoneraantal (2005) |
| -- | --------------- | -------------------- |
| 1  | Lycksele (stad) | 8 597                |
| 2  | Kristineberg    | 331                  |
| 3  | Rusksele        | 189                  |
| 4  | Hedlunda        | 177                  |
| 5  | Östra Örträsk   | 129                  |
| 6  | Knaften         | 123                  |
| 7  | Bratten         | 110                  |
| 8  | Umgransele      | 107                  |
| 9  | Björksele       | 106                  |
| 10 | Västra Örträsk  | 68                   |
| 11 | Vänjaurbäck     | 63                   |
| 12 | Betsele         | 62                   |
| 13 | Tuvträsk        | 60                   |
| 14 | Kattisavan      | 59                   |
| 15 | Vormsele        | 55                   |
| 16 | Husbondliden    | 52                   |
| 17 | Lyckan          | 50                   |
| 18 | Norrbyberg      | 63 (2000)            |

Bjurholm ·
Dorotea ·
Lycksele ·
Malå ·
Nordmaling ·
Norsjö ·
Robertsfors ·
Skellefteå ·
Sorsele ·
Storuman ·
Umeå ·
Vilhelmina ·
Vindeln ·
Vännäs ·
Åsele